# Віллардс (Меріленд)
Віллардс (англ. Willards) — місто (англ. town) в США, в окрузі Вікоміко штату Меріленд. Населення — 963 особи (2020).

## Географія
Віллардс розташований за координатами 38°23′32″ пн. ш. 75°20′57″ зх. д. / 38.39222° пн. ш. 75.34917° зх. д. (38.392179, -75.349299).  За даними Бюро перепису населення США в 2010 році місто мало площу 2,78 км², уся площа — суходіл. В 2017 році площа становила 2,97 км², з яких 2,95 км² — суходіл та 0,02 км² — водойми.

## Демографія
Згідно з переписом 2010 року, у місті мешкало 958 осіб у 356 домогосподарствах у складі 256 родин. Густота населення становила 344 особи/км².  Було 398 помешкань (143/км²).
Расовий склад населення:
| - 87,7 % — білих - 8,8 % — чорних або афроамериканців - 0,7 % — азіатів - 0,5 % — корінних американців |

До двох чи більше рас належало 2,2 %. Частка іспаномовних становила 3,5 % від усіх жителів.
За віковим діапазоном населення розподілялося таким чином: 28,3 % — особи молодші 18 років, 63,0 % — особи у віці 18—64 років, 8,7 % — особи у віці 65 років та старші. Медіана віку мешканця становила 32,6 року. На 100 осіб жіночої статі у місті припадало 96,3 чоловіків;  на 100 жінок у віці від 18 років та старших — 89,8 чоловіків також старших 18 років.
Середній дохід на одне домашнє господарство  становив 56 091 долар США (медіана — 48 750), а середній дохід на одну сім'ю — 59 347 доларів (медіана — 52 361). Медіана доходів становила 42 396 доларів для чоловіків та 30 526 доларів для жінок. За межею бідності перебувало 5,6 % осіб, у тому числі 5,9 % дітей у віці до 18 років та 9,4 % осіб у віці 65 років та старших.
Цивільне працевлаштоване населення становило 538 осіб. Основні галузі зайнятості: освіта, охорона здоров'я та соціальна допомога — 19,9 %, мистецтво, розваги та відпочинок — 19,3 %, роздрібна торгівля — 13,9 %, будівництво — 11,5 %.